# Yakuza (відеогра, 2005)
Yakuza — пригодницька відеогра, розроблена та видана компанією Sega для PlayStation 2. Розробка почалася у 2002, а реліз відбувся у 2005 році в Японії та роком пізніше у всьому світі. Ремастер оригінальних Yakuza та Yakuza 2 під назвою Ryū Ga Gotoku 1&2 HD Edition вийшов в Японії на PlayStation 3 1 листопада 2012 року та Wii U 8 серпня 2013 року. Ремейк під назвою Yakuza Kiwami для PlayStation 3 та PlayStation 4 вийшов в Японії у 2016 та у всьому світі у серпні 2017 року лише на PS4, а роком пізніше — на Steam, ставши другою грою в серії Like a Dragon, офіційно випущеною на ПК.
Гра отримала загалом позитивне сприйняття. Критики хвалили її презентацію та сюжет, тоді як управління та механіку критикували. Yakuza мала комерційний успіх і була продана в кількості понад мільйон копій на PS2 — цей успіх спричинив появу однойменної ігрової франшизи.

## Ігровий процес

Бойове зіткнення: на екрані життєві показники протагоніста, здоров'я ворога та міні-мапа

Yakuza — це пригодницька гра у жанрі побий усіх з відкритим світом і видом від третьої особи, де гравець управляє Казумою Кірію. У грі також присутні рольові елементи. З досвідом, отриманим в бою, гравець може покращувати атрибути Кірію і збільшувати його бойові можливості та виконувати ефектні добивання. Під час боїв у Yakuza широко використовується QTE.
Гравці можуть вільно пересуватися ігровим світом, взаємодіяти з іншими персонажами, щоб отримати побічні завдання, битися з ворогами, або грати в міні-ігри, які розкидані по всьому ігровому світу. Тут присутні кран, бейсбол, казино, де гравець може пограти в бакара, блекджек, рулетку або покрутити слоти. Перемога над ворогами та виграш в казино приносить гравцю ігрову валюту, яку він може витратити на лікувальні предмети або спорядження. В нагороду за виконання побічного квесту Кірію отримує визначену кількість досвіду та гроші або унікальний внутрішньоігровий предмет.
З певного моменту сюжету, гравцю відкривається Підземна Арена, де Кірію протистоять міні-боси, набагато сильніші за звичайних супротивників. Самих же турнірів на арені є кілька видів, кожний з яких відрізняється додатковими ускладненнями, наприклад, розпечена огорожа, що опаляє Кірію, якщо той підійде надто близько, або необхідність використовувати конкретну зброю.

## Сюжет

### Сетинг
Дія гри розгортається в 2005 році у районі Токіо під назвою Камурочо́, вигаданому, але реалістичному відтворенні кварталу червоних ліхтарів Шінджюку, Кабукічо. Гра розповідає історію Казуми Кірію (Такая Курода), якудзи, чиє життя змінюється, коли його бос, Сохей Доджима, намагається зґвалтувати подругу дитинства Кірію, Юмі Савамуру (Міяко Уесака). Коли Доджиму вбиває найкращий друг і названий брат Кірію, Акіра Нішикіяма (Казухіро Накая), Кірію бере на себе провину за вбивство, і відправляється у в'язницю на десять років. Під час ув'язнення Кірію виключають з організації, Клану Тоджо, а Юмі зникає безвісти. Після звільнення він дізнається, що з приватного банку клану Тоджо було викрадено десять мільярдів єн, і тепер увесь японський злочинний світ шукає зникле багатство.
Синопсис
У 2005 році верхівка Клану Тоджо збирається на екстрену зустріч з патріархом клану Масару Сера (Рюджі Мізукі), яку скликає Акіра Нішикіяма. Після вбивства Доджими, Казама і Нішикіяма заснували власні незалежні організації якудза — «Сім'ю Казама» і «Сім'ю Нішикіяма», які стали одними з найбільших у клані. Під час зустрічі Нішикі розповідає, що його інформатор повідомив про нещодавнє викрадення 10 мільярдів єн готівки Тоджо, що дуже розлютило більшість інших патріархів, зокрема Футоші Шимано (Наомі Кусумі) з родини Шимано.
Через кілька днів Кірію виходить на волю. Повернувшись в Камурочо, він дізнається про хаос в Клані Тоджо через викриття крадіжки грошей та вбивство патріарха клану Сери, якого застрелили напередодні ввечері. Кірію також попереджають, що Нішикі вже не та людина, якою він був до ув'язнення Кірію, ставши холодним і безжальним у своєму прагненні до влади. Щоб поговорити зі своїм названим батьком, головою Сім'ї Казама, Шинтаро Казамою (Тецуя Ватарі), Кірію таємно пробирається на похорони патріарха. Там на нього нападає людина з Альянсу Омі, суперницької Тоджо організації, який стверджує, що діяв за наказом Нішикі. Казама повідомляє Кірію, що має важливу інформацію про зникнення Юмі, але перш ніж він встигає пояснити, Казаму ранить снайпер. Постріл привертає увагу Патріарха Шимано та кількох його головорізів, які впізнають Кірію і нападають на нього, помилково вирішивши, що це він стріляв у Казаму. Кірію втікає, так і не дізнавшись нічого про зникнення Юмі. Його втечі допомагає детектив Макото Дате (Казухіро Ямаджі), провідний слідчий у справі про вбивство Доджими десятирічної давнини, а тепер він розслідує вбивство Сери. 
Кірію дізнається, що через п'ять років після вбивства Доджими сестра Юмі, Мізукі (про існування якої раніше ніхто не знав), з'явилася, намагаючись знайти свою сестру. Її пошуки знайомлять Кірію з дев'ятирічною донькою Мізукі на ім'я Харука (Куґімія Ріе), яка прибула до Камурочо у пошуках своєї матері. Харука також володіє кулоном, не так давно подарованим їй Юмі, що нібито «коштує 10 мільярдів ієн». Також на місці пограбування банківського сховища клану Тоджо було знайдено перстень Юмі, що робить її головною підозрюваною у крадіжці.
Кірію зустрічається з Нішикі, де той просить Кірію віддати йому кулон Харуки, оскільки Нішикіяма хоче за допомогою цих грошей стати наступним головою Клану Тоджо. Однак, коли Нішикі зізнається, що саме він раніше стріляв у Казаму, Кірію б'є його, і переговори між колишніми друзями перериваються. В цей же час Харуку викрадає китайська мафія, котра, як виявляється, співпрацює з Шимано. Той планує за допомогою Харуки змусити Юмі віддати йому викрадені гроші, які потім розділить з китайцями та іншим своїм спільником: Юкіо Терадою (Кенджі Номура), керівником штаб-квартири Альянсу Омі. Визволивши дівчинку, Кірію дізнається, що китайці в свою чергу обдурили Шимано і вже віддали кулон Нішикіямі, але за саму Харуку їм окремо заплатив хтось інший.
Кірію дізнається, що Казама переховується ні з ким іншим, як з Терадою з Альянсу Омі, який виявляється подвійним агентом. При зустрічі Казама розповідає правду про все, що сталося з Юмі після нападу Доджими. Визначивши, що Нішикіяма був справжнім убивцею патріарха, а отже, більше не довіряючи йому, Казама вирішив переховувати Юмі. Вона познайомилася з Кьохеєм Джинґу (Хіроакі Йошида), який вів бізнес з Казамою та патріархом Серою, і вони почали зустрічатися. За рік у пари народилася донька, але невдовзі Джинґу покинув Юмі та спільну з нею доньку заради політичної кар'єри. Протягом наступних кількох років Джинґу став безжальним і дуже амбітним у своєму прагненні до влади та зрештую привласнив 10 млрд єн грошових резервів клану Тоджо за допомогою схеми відмивання грошей та замовив убивство Юмі і Харуки. Щоб запобігти подальшим нападам лакеїв Джинґу, Казама створив для Юмі фальшиву особистість «Мізукі», нібито її сестри. Вона жила під ім'ям Мізукі п'ять років, але з часом Джинґу ставав дедалі могутнішим, а отже, становив дедалі більшу загрозу для неї і для Тоджо. Через це Казама, Юмі та Сера пограбували сховище з грошима і сховали їх, сподіваючись позбавити Джинґу його впливу. Однак план провалився, коли Нішикі дізнався про пограбування і розповів про це решті клану. В той же час, зрозумівши, що Терада його зрадив, Шимано знаходить укриття де той ховає Казаму. В цій битві гине як сам Шимано, так і Казама, хоча перед смертю розповідає про місцезнаходження Юмі та віддає Кірію заповіт патріарха Сери, де той назвав свого наступника.
Озброєні знанням про місцезнаходження грошей, Кірію і Харука вирушають до Міленіум Товер, де зустрічають Юмі, яка збирається знищити гроші за допомогою бомби. Джингу також прибуває з наміром убити Юмі та Харуку і, забравши гроші, розділити їх з Альянсом Омі, щоб ті взяли під свій контроль злочинний світ Токіо, а в обмін на це контролювати його на користь Джинґу. Дізнавшись, що заповіт патріарха Сери оголошує його наступним головою клану Тоджо, Кірію перемагає Джинґу і його людей. Отримавши хвилину спокою, Юмі використовує кулон Харуки, щоб відкрити потаємне сховище, де зберігалися 10 мільярдів. У цей момент з'являється Нішикіяма і брати вступають у вирішальний бій, з якого Кірію виходить переможцем. Тільки-но битва здається завершеною, як повертається сильно побитий, але все ще живий Джинґу і вбиває Юмі. Розлючений і нарешті розкаяний, Нішикі завдає Джинґу удар ножем, а потім підриває бомбу, яку раніше принесла Юмі, жертвуючи собою заради порятунку Кірію і Харуки. Вибух на останньому поверсі хмарочоса, розкидає ¥10 млрд Тоджо по всьому місту.
Епілог
Через кілька днів у штаб-квартирі Клану Тоджо відбувається церемонія, на якій Кірію офіційно приймає посаду голови, після чого, на превеликий подив усіх патріархів клану, він одразу ж подає у відставку. Натомість Кірію призначає Тераду наступним головою Тоджо на знак визнання його заслуг перед Казамою. Згодом у Камурочо Кірію з Харукою, як прийомні батько та донька, разом вирушають додому.

## Розробка
6 серпня 2005 року компанія SEGA оголосила, що 23 серпня того ж місяця відбудеться пресконференція, присвячена новій грі Тошіхіро Наґоші під назвою «Project J». На пресконференції, що відбулася у клубі в Кабукічо, реальному еквіваленті Камурочо, SEGA повідомили, що нова гра називатиметься Ryu Ga Gotoku (Like a Dragon). На той час гра перебувала в розробці вже три роки, і це був відхід Наґоші від категорії сімейних ігор, над якими він раніше працював. Бюджет гри становив ¥2,4 млрд (еквівалентно $21 млн). Більшість членів команди раніше працювали над абсолютно іншими жанрами. Наприклад, тут були розробники аркадних ігор, таких як Virtua Fighter 3 та Super Monkey Ball, а також члени команди з досвідом роботи над новими консольними іграми, такими як Panzer Dragoon та Jet Set Radio. Всі члени команди відчували, що вони йдуть проти своєї кар'єри, враховуючи, що нова гра не схожа на те, що вони робили раніше. Наґоші вважав, що це була перевага, яка ставила їх усіх у рівні умови. Кожен елемент гри повинен був спочатку пройти через Наґоші, тому що тільки він мав конкретне уявлення про кінцевий продукт.
Під час розробки команда вивчала хостес клуби, які посідають чільне місце в сюжеті, і навіть самі відвідували їх, зокрема в Роппонґі та Кабукічо. Вигадане Камурочо в грі тісно пов'язане з районом червоних ліхтарів Кабукічо в Токіо. Команда розробників хотіла точно зобразити якудзу та особливо їх кодекс честі. Спочатку в грі були сцени з традиційними покараннями відрізання мізинця, але потім їх вилучили, задля більш сприятливого рейтингу. Хоча основою для бою в Yakuza лягли механіки однієї з попередніх ігор Наґоші, SpikeOut, для гри був створений новий рушій. Autodesk Softimage входив до програмного забезпечення використаного для розробки.

### Сценарій
Команда розробників була розділена на дві групи: одна писала основний сюжет, а інша — побічні квести. Редактором центрального сюжету був письменник Хасе Сейшу. Сейшу приєднався до команди за два роки до початку розробки гри. Він був геймером ще з часів Space Invaders (1978), але за останні роки втратив інтерес. Yakuza привернула його увагу, і він вирішив взятися за проєкт, навіть незважаючи на те, що це був найнапруженіший момент його професійної письменницької кар'єри. Наґоші хотів, щоб гравці отримували задоволення від простої прогулянки по Камурочо. Він розповідає, що назва гри, яка перекладається як «Подібний дракону», була його вигадкою. Наґоші відчував, що дракони мають сильний образ, який би нагадував про силу та мужність Казуми.
Хоча Sega вже мали готовий сюжет, коли звернулася до Сейшу, вони сподівалися, що той зможе додати сценам реалістичності та емоційної ваги. Під керівництвом Сейшу було змінено вік Макото Дате та Казуми Кірію. Написання побічних квестів не було складним завданням, оскільки не існувало суворого шаблону, якого слід було б дотримуватися. Один з квестів, який увійшов до фінальної версії, про чоловіка, який намагався накласти на себе руки, після того як його кинула дівчина, був майже вилучений з гри, проте не тільки пройшов фінальну ревізію, а й отримав продовження в наступних частинах серії.

### Музика
Дводисковий бокс-сет Ryū ga Gotoku & Ryū ga Gotoku 2 Original Sound Track (HCV-287) був опублікований Wave Master в Японії 25 січня 2007 року. Музику написали Хіденорі Шоджі, Кейтаро Ханада, Сачіо Оґава, Фуміо Іто, Юрі Фукуда. Завершальною темою став переспів класичного гімну «Чудова ласка», виконаний Ері Каваі та додатковими виконавцями.

### Маркетинг
Щоб підтримати дороге виробництво гри, в тому числі зробити Камурочо реалістичним відтворенням токійського Кабукічо, Sega уклали контракт на проведення рекламної кампанії з відомими японськими фірмами. В результаті деякі ігрові локації, такі як магазин Don Quijote та ігрові центри Club Sega, були змодельовані за зразками реальних будівель.
Sega також використовували продакт-плейсмент і впроваджували рекламу в гру. Сюди входить співпраця з Suntory, рекламні банери та продукцію яких часто можна побачити у грі, а торгові автомати з Boss Coffee також стоять по всьому Камурочо. Оскільки компанія виробляє не тільки місцеві напої, а є дистрибутором і іноземних алкогольних напоїв, усі бренди, що з'являються в барах і пабах Камурочо, такі як Віскі, бурбон Jack Daniel's або пиво Carlsberg, є справжніми брендами Suntory. Для просування гри Sega найняли Такаші Мііке та працювали з Toei Company. Sega звернулися до багатьох компаній, від автомобільних до модних, але через зрілий характер гри, більшість з них відхилили пропозицію. Однак дистрибутор віскі Suntory погодилися, оскільки демографія гри добре збігається з демографією їхньої продукції.
Серед інших компаній, що розмістили свою продукцію у грі: журнал Sabra видавництва Shogakukan, журнал SPA! від Fujisankei Communications Group та наклейки World Club Cup видавництва Panini Group. Остання з'являється в телевізійній рекламі разом із напоєм Suntory та грою в маджонг, яка демонструється на гігантському настінному екрані театру Камурочо. Як міні-гра в рекламу включені ігрові автомати UFO Catcher від Sega, а в ігрових центрах Club Sega можна побачити аркадні автомати Virtua Fighter 4 та SpikeOut.

## Оцінки і відгуки
| Агрегатор  | Оцінка |
| ---------- | ------ |
| Metacritic | 75/100 |

| Видання        | Оцінка |
| -------------- | ------ |
| 1Up.com        | A−     |
| Eurogamer      | 8/10   |
| Famitsu        | 37/40  |
| GamePro        | [ 15 ] |
| GameRevolution | C−     |
| GameSpot       | 7,4/10 |
| GameZone       | 8,5/10 |
| IGN            | 8,2/10 |

Гра була високо оцінена в Японії за поєднання інноваційного геймплею з кінематографічною розповіддю та розвитком персонажів на тлі японського кримінального підпілля. Yakuza отримала загалом позитивні відгуки серед західних критиків, набравши 75 балів на Metacritic. IGN похвалили її бойову систему та почуття стилю, але розкритикували нудний геймплей. Newtype USA назвали гру «духовним спадкоємцем Shenmue на Dreamcast для дорослих», додавши, що бойова система зацікавить багатьох гравців. GamePro також порівняли гру з Shenmue на основі кількості побічного контенту. 1UP.com відзначили потенціал боїв, оскільки ті часто приносили гравцям гроші, які можна було використати для купівлі корисних предметів.
Рецензенти високо оцінили дизайн міста. 1Up.com написали, що це «неймовірно реалістичне і точне зображення токійського району Кабукічо», тоді як IGN зазначає, що «місто насправді відчувається живим». Однак GameRevolution поскаржилися, що на вулицях не так вже й багато чого можна зробити, «окрім як шукати людей, які хочуть поговорити з тобою, і розпочати квест». GameRevolution також високо оцінили якість катсцен: «З точки зору аудіо/відео, Yakuza надзвичайно добре зроблена. Хоча всі катсцени використовують внутрішньоігровий рушій, міміка персонажів шокуюче складна та барвиста, а татуювання виглядають занадто добре, щоб бути правдою». UGO Networks похвалили серйозність історії, оскільки гра «поважає та цінує культуру якудзи та її часто забуте коріння в самурайській традиції/кодексі бусідо». GameZone назвали Yakuza «епічною історією, яка змусить вас досліджувати світ, наповнений злочинцями та єдиними друзями Кірію, які допоможуть йому на цьому шляху». Eurogamer також прокоментували сюжет, вихваляючи контраст між добротою Кірію та відчутною загрозою Нішикіями.

### Продажі
У 2005 році в Японії було продано 232 650 копій гри, а в 2006 році — 345 323 копій. Завдяки комерційному успіху на японському ринку, 26 жовтня 2006 року Yakuza отримала звання «Найкращого видання» на PlayStation 2. На відміну від азійського ігрового ринку, цей бестселер ніколи не мав жодного перевидання на західних ринках. Версія для PS2 розійшлася накладом понад 1 млн копій.

## Спадщина
За словами Тошіхіро Наґоші: «[Ryu ga Gotoku була успішною] тому, що існувало лише кілька ігор, які безпосередньо представляли оригінальну японську культуру. Крім того, немає жодної іншої гри з великим бюджетом, яка б намагалася представити японський світогляд з подібного кута». Гра також була відзначена на церемонії нагородження Japan Game Awards у 2007 році.
Продовження під назвою Yakuza 2 вийшло в Японії вже наступного року після першої частини. У другій частині Наґоші поставив за мету поглиблення драматичної сюжетної лінії порівняно з оригіналом та додав деякі теми, яких не було в оригіналі, зокрема, дорослу історію кохання.
Ремейк під назвою Yakuza Kiwami вийшов 21 січня 2016 року в Японії для PlayStation 3 і PlayStation 4. Kiwami створена на новому рушії, а також тут додано додатковий контент, щоб прояснити деякі з найбільш заплутаних сюжетних моментів і встановити зв'язок з приквелом під назвою Yakuza 0.
Yakuza була першою і (до виходу Judgment) єдиною грою серії, що мала англійський дубляж. Локалізація гри та англійський дубляж, а також відсутність японського звуку як опції, були ретроспективно висвітлені критиками як передбачуваний недолік оригінального західного випуску гри. Зокрема, дубляж критикували за низьку якість озвучення та надмірне використання ненормативної лексики в сценарії, що дехто вважав недоречною спробою апелювати до західного ринку. Неофіційний патч, який замінив англійський дубляж на оригінальну озвучку та прибрав вигаданий локалізаторами на рівному місці мат, був створений фанатами у результаті поганого сприйняття англійського дубляжу.

### Live-action адаптації
У 2006 році Такеші Міясака зняв приквел Подібний дракону: Пролог (龍が如く 〜序章〜, ryu ga gotoku -joshou-) з майстром змішаних єдиноборств і борцем пуроресу Масакацу Фунакі в ролі Казуми Кірію. Екранізація Подібний дракону (龍が如く 劇場版, ryu ga gotoku: gekijoban) була знята режисером Такаші Мііке у 2007 році, де Казуму Кірію зіграв Казукі Кітамура, відомий за межами Японії за ролями у фільмах Вугор від Шохея Імамури, Убити Білла Квентіна Тарантіно та ін.
У вересні 2020 року стало відомо, що Sega разом з 1212 Entertainment та Wild Sheep Content розробляє екранізацію відеоігри. Продюсерами фільму стануть Ерік Бармак, Роберто Ґранде та Джошуа Лонґ.